# Hypocometa dialitha
Hypocometa dialitha är en fjärilsart som beskrevs av Reginald James West 1929.
Hypocometa dialitha ingår i släktet Hypocometa och familjen mätare. Inga underarter finns listade i Catalogue of Life.